# Чарклык
Чарклы́к (уйг. چاقىلىق‎) или Жоця́н (кит. упр. 若羌镇, пиньинь Ruòqiāng Zhèn) — посёлок в уезде Чарклык (Жоцян), в Баянгол-Монгольском автономном округе на юго-востоке Синьцзян-Уйгурского автономного района КНР. Административный центр уезда.

## География
Через посёлок протекает река Чарклык.
Рядом с посёлком Чарклык расположены волости Теганьликэ (к востоку) и Утаму (к западу).
Чарклык использовался многими известными исследователями в качестве отправной точки для археологических изысканий в местах у Лоб-Нора, которые находятся в 150—200 км к северо-востоку.

## Климат
| Показатель                    | Янв.  | Фев. | Март | Апр. | Май  | Июнь | Июль | Авг. | Сен. | Окт. | Нояб. | Дек.  | Год  |
| ----------------------------- | ----- | ---- | ---- | ---- | ---- | ---- | ---- | ---- | ---- | ---- | ----- | ----- | ---- |
| Средний суточный максимум, °C | −0,7  | 5,3  | 15,4 | 24,1 | 29,8 | 33,5 | 35,4 | 34,7 | 29,2 | 21,0 | 9,7   | 0,7   | 19,8 |
| Средняя температура, °C       | −7,8  | −2,3 | 7,0  | 15,3 | 21,2 | 25,1 | 27,2 | 26,0 | 20,0 | 11,2 | 1,7   | −6,2  | 11,5 |
| Средний суточный минимум, °C  | −13,5 | −9   | −1   | 6,7  | 12,2 | 16,3 | 18,9 | 17,2 | 11,1 | 3,0  | −4,3  | −11,3 | 3,8  |
| Норма осадков, мм             | 0     | 0    | 0    | 1    | 2    | 4    | 10   | 2    | 0    | 0    | 0     | 0     | 19   |
| Источник: World Climate       |       |      |      |      |      |      |      |      |      |      |       |       |      |

## История
Во второй половине правления династии Хань в этих местах находилась столица государства Шаньшань, известная как Юйни (кит. 扜泥).

## Население

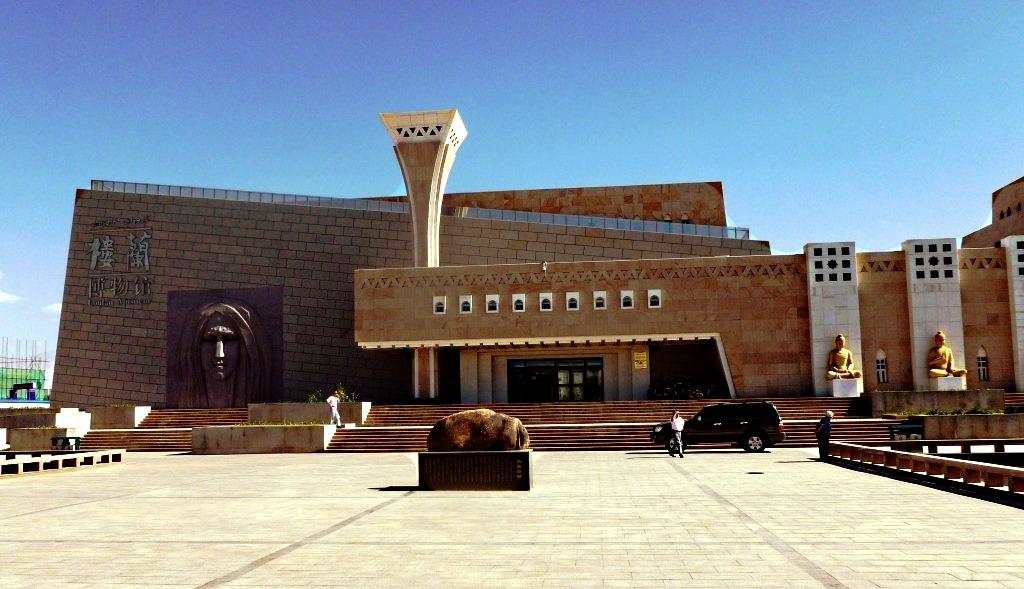
Музей

Постоянное население — 9 тыс. человек, около 3 тыс. — мигранты. Население представлено в основном шестью национальностями, большинство — это уйгуры (52,4 %) и ханьцы (46,8 %).

## Транспорт
Чарклык лежит на пересечении шоссе Годао 315 и Годао 215, имеющих национальное значение.
В июне 2022 года введена в эксплуатацию 825-километровая железная дорога Хэтянь — Жоцян.